# 濁軟腭邊擦音
濁軟腭邊擦音（Voiced velar lateral fricative）是一種輔音，被使用於一些口語中。國際音標（IPA）沒有直接表示此音的音標，但可以透過修改軟腭邊近音⟨ʟ⟩加上較高⟨◌̝⟩的符號，將此音寫作⟨ʟ̝⟩。

## 特徵
濁軟腭邊擦音的特徵包括：
- 調音方法是摩擦，表示氣流通過位於調音部位的狹窄通道，發生湍流。

- 調音部位是軟腭，即以舌根部位抵住軟腭。

- 發聲類型是濁音，意味着發音時聲帶顫動。

- 本輔音是口腔輔音（口音），表示調音時空氣只從口裡流出。
- 調音方法是邊音，氣流從舌兩側流過，而不從中部流過。
- 氣流機制是肺部氣流，即由肺與橫膈膜驱动空气。

## 出現於
濁軟腭邊擦音出現於屬於東北高加索語系的阿爾奇語，且為明顯的擦音，但比大多數語言軟腭音的調音位置更靠前，因此應更準確地稱呼為「前軟腭音」（prevelar）。阿爾奇語還有許多位於相同調音位置的清擦音、清塞擦音、擠喉塞擦音。
尼語以及巴布亞紐幾內亞部分相關的瓦基語言中亦有出現此音，作為清軟腭邊擦音 /ʟ̝̊/在元音間的同位異音。

## 外部鏈結
- 在PHOIBLE上搜尋含有[ʟ̝]的語言